# Keilbachia grandiosa
Keilbachia grandiosa är en tvåvingeart som beskrevs av Hans-Georg Rudzinski 2008. Keilbachia grandiosa ingår i släktet Keilbachia och familjen sorgmyggor.
Artens utbredningsområde är Taiwan. Inga underarter finns listade i Catalogue of Life.